# Gabriele Jacoby
Gabriele Jacoby, auch Gaby Jacoby, bürgerlich Gabriela Angela Jacoby, (* 13. April 1944 in Salzburg) ist eine österreichische Schauspielerin und Musicaldarstellerin.

## Leben
Jacoby ist das einzige Kind der Schauspielerin, Sängerin und Tänzerin Marika Rökk und des Regisseurs Georg Jacoby und Enkelin von Wilhelm Jacoby, des Autors von Pension Schöller. Sie wuchs unter anderem in St. Wolfgang und München auf.
Jacoby absolvierte von 1962 bis 1964 eine Schauspielausbildung am Max-Reinhardt-Seminar in Wien; dort erhielt sie auch eine Gesangsausbildung. Ihre Abschlussprüfung legte sie bei Susi Nicoletti ab. Ihr erstes Engagement hatte sie am Landestheater Salzburg. Dort spielte sie in ihrer ersten Premiere, Shakespeares Komödie Was ihr wollt, an der Seite von Klaus Maria Brandauer. Ende der 1960er Jahre wechselte Jacoby ans Düsseldorfer Schauspielhaus. Dort trat sie, unter der Intendanz von Karl-Heinz Stroux, unter anderem mit Susi Nicoletti und Robert Lindner in dem Lustspiel Das Glas Wasser auf. 
1969 wurde sie von Rolf Kutschera, dem Intendanten des Theaters an der Wien, für die Rolle der Eliza Doolittle in der österreichischen Erstaufführung des Musicals My Fair Lady engagiert; ihre Partner waren Josef Meinrad und Hugo Gottschlich. 1972 sang sie, ebenfalls am Theater an der Wien, die Raina in der Uraufführung des Musicals Helden, Helden von Udo Jürgens, an der Seite von Michael Heltau, Julia Migenes und Irmgard Seefried. In dieser Rolle gastierte sie 1973 auch am Hamburger Operettenhaus; diesmal war Paul Hubschmid ihr Partner als Offizier Bluntschli. 1974 folgte dann, ebenfalls am Theater an der Wien, mit Jacoby in der weiblichen Hauptrolle die deutschsprachige Erstaufführung des Musicals Pippin. 
In der Spielzeit 1972/73 übernahm sie am Volkstheater Wien die weibliche Hauptrolle, die junge Braut Annie, in Franz Molnárs Schauspiel Spiel im Schloss; diese Rolle übernahm sie dort erneut in der Spielzeit 1984/85 bei Vorstellungen in den Wiener Außenbezirken. In der Folgezeit hatte Jacoby Engagements am Raimundtheater Wien, an der Kleinen Komödie Wien, bei den Sommerspielen Melk, am Theater am Dom in Köln, bei den Gandersheimer Domfestspielen, an der Komödie Düsseldorf sowie an den Wiener Kammerspielen und am Theater in der Josefstadt. In der Spielzeit 1983/84 gastierte sie erneut am Wiener Volkstheater, diesmal in dem Lustspiel Das Konzert von Hermann Bahr. In der Spielzeit 1984/85 trat sie dort in der Titelrolle von Goldonis Lustspiel Mirandolina auf, ebenfalls wieder bei Vorstellungen in den Wiener Außenbezirken. 1990 spielte sie am Volkstheater Wien die Octavia in dem Drama Der Ritter vom Mirakel von Lope de Vega.
Seit 1990 gehört Jacoby auch zum Ensemble des Theaters in der Josefstadt. Dort spielte sie unter anderem die Titelrolle in der Gesellschaftskomödie Olympia von Franz Molnár, die Annie in Spiel im Schloss, die Grappina in Der Himbeerpflücker von Fritz Hochwälder, die Madame Bouffier in Jacobowsky und der Oberst, die Edine in Der Schwierige, die Dolly Levine in der Komödie Die Heiratsvermittlerin von Thornton Wilder (2001) und die Maud in der Salonkomödie Beste Freunde (2002) von William Douglas-Home. 1991 spielte sie bei den Berndorfer Festspielen in Berndorf, wo sie unter der Regie von Felix Dvorak im Stadttheater Berndorf in der Komödie Moral von Ludwig Thoma auftrat; ihre Partner auf der Bühne waren Kurt Jaggberg und Felix Dvorak. In der Spielzeit 2009/10 übernahm sie, an der Seite von Otto Schenk, Isabella Gregor und Erich Altenkopf, am Theater in der Josefstadt weiterhin die Rolle der Diana in der Komödie Othello darf nicht platzen von Ken Ludwig. In dieser Rolle trat Jacoby in fast zwanzig Jahren in über 500 Vorstellungen auf. 
2009 übernahm sie bei den Seefestspielen Mörbisch die Rolle der Mrs. Higgins in dem Musical My Fair Lady.
Jacoby arbeitete auch für das Fernsehen und für den Rundfunk. 1971 stand sie für das ZDF in einer Verfilmung der Operette Die Dollarprinzessin an der Seite von Gerhart Lippert und Tatjana Iwanow vor der Fernsehkamera. Sie hatte Rollen in verschiedenen Fernsehserien, unter anderem in der österreichischen Familienserie Die Schöngrubers (1972), in Die Donauprinzessin (1992) und in der Serie Der Bergdoktor (1993). Im November 1979 trat sie in Oberlaa in der Sendung Einer wird gewinnen als Künstlerin auf. Mehrfach, unter anderem 1979 und 1986, war sie bei dem Entertainer Heinz Schenk zu Gast in dessen Sendung Zum Blauen Bock. 2006 war sie in der Sendung Das Frühlingsfest der Volksmusik zu Gast; sie sang ein Medley mit Revue-Melodien aus den Filmen ihrer Mutter.
Seit Ende der 1980er Jahre engagiert sich Jacoby intensiv für den Tierschutz, insbesondere für verwahrloste Hunde in Griechenland. Seit dem Tod von Lotte Tobisch im Jahr 2019 ist sie Präsidentin des Vereins „Künstler helfen Künstlern“ in Baden (Niederösterreich).
Jacoby ist in zweiter Ehe seit 1988 mit dem Immobilienmakler Friedrich Moser verheiratet. Seit 2005 wohnen Jacoby und ihr Ehemann in Baden bei Wien im Haus von Jacobys Mutter.

## Filmografie (Auswahl)
- 1967: Oberinspektor Marek (Folge: Mädchenmord)
- 1971: Die Dollarprinzessin
- 1972: Die Schöngrubers (Fernsehserie)
- 1972: Das Märchen von der harten Nuß
- 1977: Elliot, das Schmunzelmonster (Stimme von Nora)
- 1992: Die Donauprinzessin
- 1993: Der Bergdoktor
- 1993: Moral (Theateraufzeichnung)
- 1996: Spiel des Lebens (Fernsehserie)
- 2002: Othello darf nicht platzen (Theateraufzeichnung)

## Auszeichnungen
- 2014: Kaiser-Friedrich-Medaille in Silber der Stadt Baden[11]
- 2014: Ehrenmitglied der Europäischen Kulturwerkstatt Berlin-Wien (EKW)[12]
- 2024: Großes Ehrenzeichen für Verdienste um das Bundesland Niederösterreich[13][14]